# أمينوسايكليتول
أمينوسايكليتولات (بالإنجليزية: Aminocyclitols)‏ هي مركبات متعلقة بالسيكليتولات تمتلك ميزات التكوين النسبي والمطلق التي تميز صنفها، وقد تمت دراستها على نطاق واسع، ولكن هذه الميزات لا يتم عرضها بوضوح بواسطة الطرق العامة للتسميات المجسمة، بحيث يتم تبرير الطرق الخاصة لتحديد تكوينها والتي تم استخدامها لفترة طويلة. وفي غير النواحي الاستيروكيميائية، يجب أن تتبع أسمائهم القواعد العامة للكيمياء العضوية.

## المنتجات الطبيعية الأمينوسايكليتولية
إن عائلة المنتجات الطبيعية من الأمينوسايكيتولات هي فئة من المستقلبات الثانوية الميكروبية المستمدة من السكر، والتي تبرهن الأنشطة البيولوجية الهامة. ووُجِد أن الأمينوسايكليتولات هي أحد مكونات المضاد الحيوي الأمينوغليكوزيد الذي يسمى أيضا «السكريات الكاذبة». وللأمينوسايكليتولات هياكل كيميائية من حلقة الكربون مع مجموعة (أو مجموعات) وظيفية من الأمين. ويمكن تقسيم فئة المنتجات الطبيعية التي تحتوي على الأمينوسايكليتولات طبقا لأحجام الحلقات أو أنواع المركبات الأولية.

### أمينوسايكليتولات ذات حلقة خماسية
- باكتاميسين

### أمينوسايكليتولات ذات حلقة سداسية
- الأمينوغليكوزيد المشتقة من 2-ديوكسي-سكيلو إينوسوز

وتشمل تلك الفئة: كاناميسين A، ونيوميسين، وجينتاميسين، وأبراميسين، هيجروميسين.
- الأمينوغليكوزيد المشتقة من ميو-إينوزيتول 1-الفوسفات

وتشمل تلك الفئة: ستربتوميسين، وسبكتينومايسن.
- المنتجات الطبيعية من أمينوسايكليتولات C7N المشتقة من سيدوهيبتيولوز 7-فوسفات

وتشمل تلك الفئة: أكاربوز، فاليداميسين، وسالبوستاتين، وفاليدوكسيلامين أ، وسيتونياسيتون أ، وبيرالوميسين، وكيركاميد.

## التخليق الحيوي للأمينوسايكليتولات C7N
سيدوهيبتيلوز 7-فوسفات هو عبارة عن وسيط مسار فوسفات البنتوز، وهو مقدمة شائعة للجزء الأمينوسايكليتولي C7N من المنتجات الطبيعية، مثل أكاربوز، وفاليداميسين، وسالبوستاتين، سيتونياسيتون أ، وبيرالوميسين. والسينثاز 2-إبي-5-إبي-فاليولون (2-epi-5-epi-valiolone synthase) هو واحد من إنزيمات عائلة سايكليز فوسفات السكر، والذي يكون شبيه لسينثاز 3 ديهيدروكوينات (3-dehydroquinate synthase) في مسار الشيكيميك، ويحفز تشكيل وسيط مشترك هو 2-إبي-5-إبي-فاليولون من سيدوهيبتيلوز 7-فوسفات. وبعد خطوات تفاعل إنزيمات متعددة، والتي تشمل الفسفرة، والمصاوغة، ونزع الماء، وتفاعلات اختزال الكيتو، يتم تشكيل الفالينول الذي يمثل بنية أساسية مهمة، مما يؤدي إلى تكوين منتجات طبيعية تحتوي على أمينوسايكليتول C7N. وفي التخليق الحيوي للفيتاميسين، وُجِد تكون ارتباط C-N الذي يربط شق C7 سيكلتول بالآخر من خلال تصرفات غير مسبوقة من الإنزيم الناقل للنوكليوتيديل والأنزيمات الشبيهة بالإنزيم الناقل للغليكوزيل (والتي يطلق عليها اسم الإنزيم الناقل للغليكوزيل الكاذب).